# 동화초등학교 (전남)
동화초등학교는 대한민국 전라남도 장성군 동화면 용정리에 있는 공립 초등학교이다.

## 학교 연혁
- 1926년 6월 1일 동화공립보통학교 개교
- 1938년 4월 1일 동화공립심상소학교로 개칭
- 1941년 4월 1일 동화공립국민학교로 개칭
- 1950년 4월 1일 동화국민학교로 개칭
- 1996년 3월 1일 동화초등학교로 개칭
- 1996년 3월 1일 남분교장 본교로 통폐합
- 2014년 9월 1일 제27대 윤석훈 교장 부임
- 2016년 2월 5일 제86회 졸업 (총 5,569명)
- 2017년 2월 10일 제87회 졸업 (총 5,578명)
- 2017년 3월 1일 제28대 박헌주 교장 부임

## 학교 상징
- 교화 - 벚꽃 : 밝고 화사한 아름다움, 동화 교정의 상징
- 교목 - 소나무 : 높이 솟는 기상, 강인한 의지
- 교색 - 녹색 : 싱싱함과 희망, 꿈의 실현

## 참고 자료
- 동화초등학교 - 한국교육학술정보원 학교알리미